# Metacirolana fishelsoni
Metacirolana fishelsoni is een pissebed uit de familie Cirolanidae. De wetenschappelijke naam van de soort is voor het eerst geldig gepubliceerd in 1978 door Bruce & Jones.